# Getijrivier
Een getijrivier of getijdenrivier is een rivier of monding van een rivier waarvan de waterhuishouding onder invloed staat van de getijden. Bij hoogwater is het verval van de getijrivier kleiner dan bij laagwater. Het gevolg is dat de stroomsnelheid en -richting periodiek veranderen, en daarmee ook het debiet, de waterstand en, in het deel waar de stroming ook van richting verandert, het lokale zoutgehalte over de periode van een getij.
In het mondingsgebied van een getijrivier kan, door de trechtervorm van de monding, het verschil tussen hoog- en laagwater groter zijn dan in zee. Van de monding stroomopwaarts gaande stijgt het getijdenverschil doordat eenzelfde volumeverandering bij een nauwere bedding een groter hoogteverschil tot gevolg heeft. Dit is onder meer het geval in de monding van de Schelde, waar het getijdenverschil bij Antwerpen bij gemiddeld tij meer dan een meter groter is dan dat bij Vlissingen.
Nog verder stroomopwaarts daalt het getijdenverschil weer doordat de weerstand van de bodem de in- of uitgaande getijgolf afremt. Tegenwoordig vindt men op veel rivieren sluizen. Deze zorgen ervoor dat er verder stroomopwaarts geen getijdenwerking meer is.
In een getijrivier loopt het water bij vloed via de vloedscharen en bij eb via de ebscharen. In enkele gevallen komt het water de rivier binnen in de vorm van een vloedbranding, waarbij de vloed als een muur van water de rivier binnendringt. Havens aan getijrivieren zijn veelal getijhavens.
In getijrivieren is er vrijwel altijd een instroom van zout water van zee. Dit leidt dan tot een dichtheidsstroming. 

## Voorbeelden
- De Schelde, van de sluizen in Gent via Dendermonde, Antwerpen en de Westerschelde tot aan de Noordzee.
- De Noord, tussen de Alblasserwaard en IJsselmonde.
- De Theems, van de sluis bij Teddington tot aan de Noordzee.
- De Eems van de sluis bij Aschendorf tot aan de Waddenzee.
- De Connecticut, van Windsor Locks tot de Atlantische Oceaan.